# Warcq (Ardennes)
Warcq település Franciaországban, Ardennes megyében. Lakosainak száma 1280 fő (2022. január 1.). Warcq Belval, Charleville-Mézières, Damouzy, Fagnon, Prix-lès-Mézières és Warnécourt községekkel határos.

## Népesség
A település népessége az elmúlt években az alábbi módon változott:
| Lakosok száma | 1490 | 1376 | 1528 | 1351 | 1304 | 1289 | 1275 | 1197 | 1227 | 1280 |
|               | 1968 | 1982 | 1990 | 2006 | 2013 | 2015 | 2017 | 2019 | 2020 | 2022 |